# Willem 4. af Holland
Willem IV af Holland (født 1308, død 26. september 1345 i Stavoren) var greve af Holland og Zeeland som William IV af Holland og greve af Hainaut som William II af Hainaut. Han kom fra Huset Avesnes.

## Herkomst
Han blev født i 1308 som den anden søn af Willem III og Jeanne de Valois. Han efterfulgte sin far William III efter dennes død i 1337. Han er kendt som Willem de Dryste (den Dristige) og må have været en modig ridder. I 1336 giftede han sig med Johanna van Brabant i Limburg. På det tidspunkt, hvor han døde, havde han intet legitimt afkom, idet deres søn Willem døde i en tidlig alder. William IV havde to uægteskabelige sønner, Adam van Berwaerde og Johan van Vlissingen.
Han opretholdt en dyr livsstil med mange kampagner hvilket afspejlede tidens ridderideal.

## Inddragelse i den indledende fase af hundredeårskrigen
Han indgik en pagt med sin svoger Eduard III af England (gift med William's yngre søster Filippa af Hainaut) og deltog derefter i kampe mod Frankrig, som efterhånden udviklede sig til hundredeårskrigen. På trods af kejseren Ludvig IVs insisteren gik Willem ikke i krig imod Frankrig. Eduard foretog derfor plyndringstogt til Hainaut, hvorefter William sluttede sig til Filip VI af Frankrig. Denne pagt varede dog ikke længe, og Willem havde igen tilsluttet sig Eduard, efter at englænderne ødelagde den franske flåde ved Slaget ved Sluys i 1340.

## Deltagelse i korstog
I sine unge år kæmpede han i Spanien og rejste også til Det Hellige Land. Senere deltog Willem tre gange i de såkaldte Preussiske korstog. Dette var sommerkorstog med den tyske orden mod de hedenske litauere og preussere. Her deltog repræsentanter fra hele den vesteuropæiske adel. For at finansiere disse ture solgte han mange privilegier til byerne. Han inkluderede også repræsentanter for byerne under Hof van Holland (Hillegom-rådet). I denne periode voksede byerne til vigtige magtfaktorer. Den 7. juni 1340 tildelte han således købstadsrettigheder til Rotterdam.

## Forholdet til Utrecht
Han havde stor indflydelse på Jan van Arkels udnævnelse til biskop i Utrecht. Dette skulle give ham problemer. Willem følte sig tvunget til at slå en belejring af Utrecht i 1345. Biskoppen accepterede efter otte uger at anerkende grevens position.

## Døden, slaget ved advarsler
Meget er kendt af hans død under slaget ved Warns den 26. september 1345. Sammen med sin onkel, Jan van Beaumont, greve af Soissons, tog han til Friesland og til Stavoren for at oprette en stærk fæstning i Sankt Odulphus-klosteret. Hans voldelige fremfærd fik imidlertid den lokale befolkning til at reagere. Den forberedt et baghold, og i det sumpede landskab knuste befolkningen hollænderne. Også Willem mistede livet under disse kampe.
En fætter til Willem IV, Albrecht af Bayern, formåede at spore hans fysiske rester i det frisiske kloster Bloemkamp halvtreds år senere under den frisiske kampagne i 1396. Han tog dem med til Hainaut, hvor Willem blev føjet til en eksisterende grav i Artois-kapellet i kirken for de små brødre i Valencia.

## Efterfølgere
Willem havde ingen lovlige børn ved sin død og blev efterfulgt af sin søster Margarethe II af Hainault, hustru til kejser Ludvig IV. Under Margaret's regeringstid udbrød konflikter Krog- og torskekrigene, formelt om retten til at bære titlen greve af Holland men i virkeligheden en kamp mellem borgerskabet i byerne og adelen.